# Esposizione Beatrice
Per Esposizione Beatrice si intende il Calendimaggio fiorentino del 1890, dedicato ai festeggiamenti per il presunto VI centenario della morte di Beatrice Portinari, la donna amata da Dante Alighieri.

## Descrizione
L'idea venne alla poetessa e compositrice musicale Carlotta Ferrari che il 1 giugno 1889, dalle pagine della rivista Lettere e arti diretta da Enrico Panzacchi, lanciò una proposta originale, per onorare a Firenze il ricordo di Beatrice Portinari con una grande fiera artistica - letteraria - artigianale - danzante - musicale, tutta improntata alla valorizzazione della creatività del modo femminile.
La sfida, non accettata da illustri letterate, come Matilde Serao, Neera e la Marchesa Colombi, fu invece raccolta da Angelo De Gubernatis che vi profuse tempo, grandi energie e molti denari.

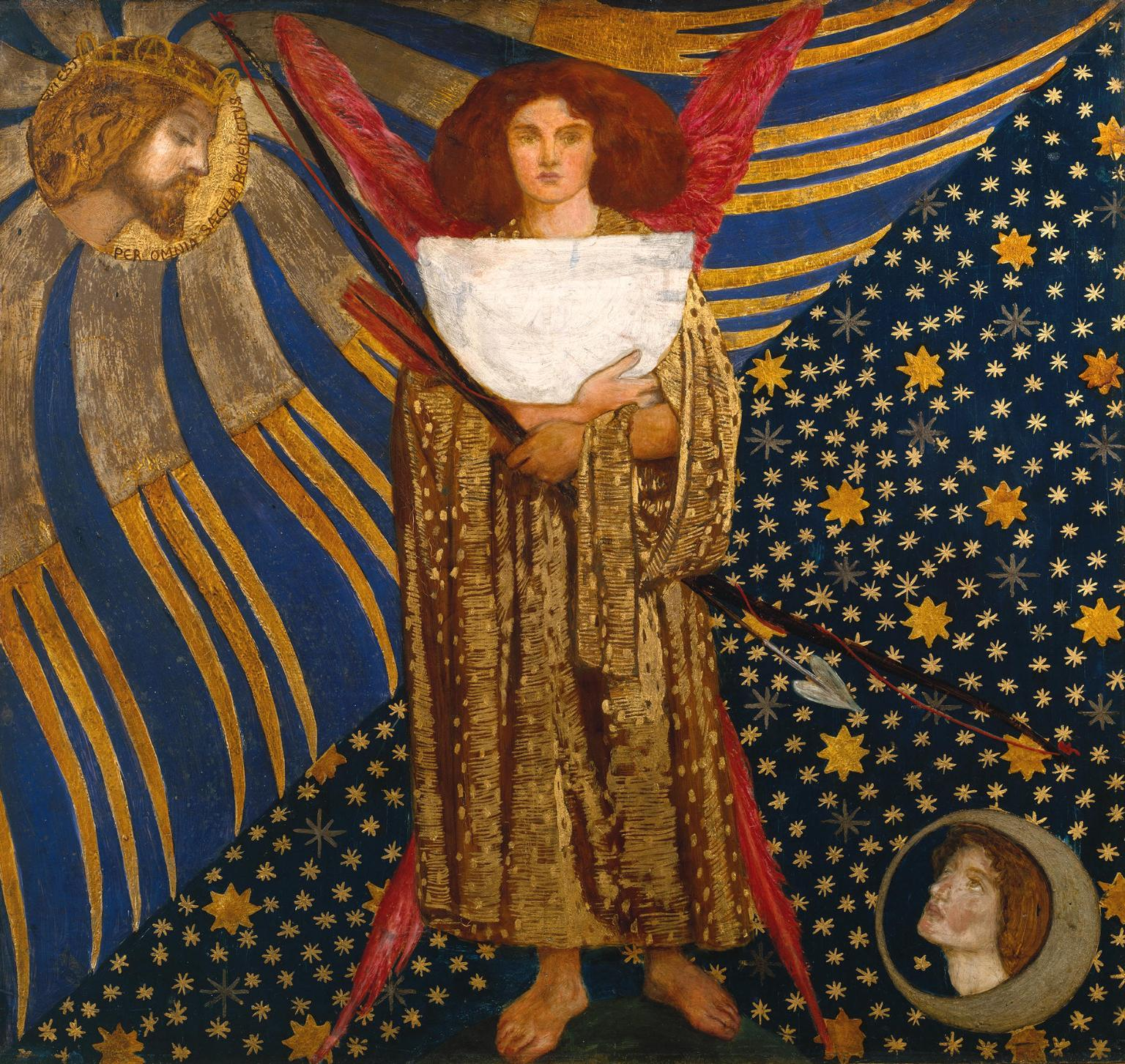
Dante Gabriel Rossetti Dantis Amor

Centro della manifestazione, che ebbe inizio il 1 maggio 1890, fu il Politeama di Firenze, dove si svolsero gare musicali, esposizioni di pittura scultura e ceramica, mostre di libri scritti da donne, corsi per scrittrici e per insegnanti, conferenze ed esposizioni di lavori artigianali femminili. La crema delle arti al femminile fu esposta e valorizzata, a questo trionfo 1890 del tradizionale Calendimaggio fiorentino.
Al Politeama si diede inizio alla Esposizione Beatrice con quadri viventi in costume - ispirati a scene descritte nella Vita Nova - accompagnati da una orazione della poetessa Maria Alinda Bonacci Brunamonti su Beatrice Portinari. L'attrice Luigia Busi interpretava Beatrice. Seguirono gare tra arpiste, violiniste, attrici, cantanti, mandoliniste, chitarriste, pianiste e conferenziere. La musicista Augusta Holmès scrisse parole e musica di un Inno alla pace, per coro, assoli e orchestra. Si replicò tutto il repertorio nei giorni successivi, all'Istituto superiore femminile del Magistero.
Per l'occasione furono composte maggiolate in musica e si rinnovò il rito del maio, cioè del ramo appeso all'uscio dell'innamorato.

### Angelo De Gubernatis
In ricordo di questa esposizione, scrisse Benedetto Croce: "Angelo De Gubernatis non sapendo a quale altra nobile passione consacrarsi, indisse la celebrazione pel 1890, del VI centenario della morte di Beatrice, con esposizioni e recite e altre cerimonie, e vi perdette tutto il suo avere, riuscendo all'effetto di rovinarsi, come non pochi, per una donna, ma (e questa fu la sua originalità) per una donna che non si sa se sia mai esistita.
Il 9 novembre 1899 De Gubernatis scriveva alla giornalista e femminista Febea (Olga Ossani), che aveva rifiutato di partecipare e che, anzi, aveva ostacolato la Esposizione Beatrice, lamentandosi per aver perduto in quella occasione 70 mila lire e per essere stato costretto a vendere, di conseguenza, un castello e una collezione di dipinti. Aggiungeva che era tuttavia orgoglioso, perché 2.000 erano stati gli espositori (di cui 500 premiati); 10.000 i volumi, scritti da donne negli ultimi trenta anni, che erano stati proposti; 170 le nuove composizioni musicali che erano state eseguite; 500 le pitture, sculture e ceramiche esposte. 300 scuole femminili inoltre avevano mandato in mostra lavori ad ago.

### Le medaglie
La medaglia d'oro del Ministero della Pubblica Istruzione fu assegnata ad Ida Baccini per la conferenza La maestra e l'educatrice e per la rivista Cordelia, e ad Emma Perodi. Una medaglia d'argento fu assegnata alla pittrice fiorentina Elena Nobili. Negli Atti, pubblicati dall'editore Civelli nello stesso 1890, furono compresi discorsi celebrativi e conferenze. La medaglia ufficiale della Esposizione Beatrice portava la dicitura Opus Luigi Gori. Fu coniata in oro, in argento e in bronzo, diam. 37 mm, 29,9 gr. Aveva il volto di Beatrice sul recto e sul verso portava il giglio di Firenze.